# Pihlov
Pihlov (německy Pichlern) je zaniklá osada, od 1. ledna 1973 součást města Horní Planá v okrese Český Krumlov. Leží v katastrálním území Pernek (při silnici Horní Planá – Pernek). Meandry Vltavy (dnes zatopené vodou Vodní nádrže Lipno) tvořily jihozápadně od Pihlova tzv. Srdce Vltavy.

## Historie
První písemná zmínka je z roku 1445. V letech 1869 až 1972 byl Pihlov osadou obce Pernek. V roce 1930 zde stálo 10 domů a žilo 84 obyvatel. Po 2. světové válce byl Pihlov postupně vysídlen. Zachovaly se dvě mohutné budovy bývalých statků. Německá spisovatelka Margarete Kraus napsala o Pihlovu román Himmel über Pichlern (Nebe nad Pihlovem).